# Siolim
Siolim è una suddivisione dell'India, classificata come census town, di 10.311 abitanti, situata nel distretto di Goa Nord, nello territorio federato di Goa. In base al numero di abitanti la città rientra nella classe IV (da 10.000 a 19.999 persone).

## Geografia fisica
La città è situata a 15° 37' 0 N e 73° 46' 0 E e ha un'altitudine di 13 m s.l.m..

## Società

### Evoluzione demografica
Al censimento del 2001 la popolazione di Siolim assommava a 10.311 persone, delle quali 4.920 maschi e 5.391 femmine. I bambini di età inferiore o uguale ai sei anni assommavano a 913, dei quali 458 maschi e 455 femmine. Infine, coloro che erano in grado di saper almeno leggere e scrivere erano 8.470, dei quali 4.294 maschi e 4.176 femmine.